# Tettigonia suisharyoensis
Tettigonia suisharyoensis är en insektsart som beskrevs av Heinrich Christian Friedrich Schumacher 1915. Tettigonia suisharyoensis ingår i släktet Tettigonia och familjen dvärgstritar. Inga underarter finns listade i Catalogue of Life.